# Mary Ann Mattoon
Mary Ann Mattoon (1924 - 2 de noviembre de 2006) fue una psicóloga, psicoterapeuta y analista junguiana de Minnesota, Estados Unidos.

## Biografía
Mattoon comenzó a interesarse alrededor de 1960 por la obra de Carl Gustav Jung, el psiquiatra suizo y fundador de la psicología analítica. En los años sucesivos, aportó significativamente al desarrollo teórico de la técnica terapéutica basada en estos principios, como asimismo a su difusión en el Medio Oeste de Estados Unidos. Falleció a causa de un paro cardíaco el 2 de noviembre de 2006, a los 82 años de edad.

## Obra
- The New Testament concept of sin as an approach to the shadow (1965)
- The theory of dream interpretation according to C. G. Jung: an exposition and analysis (1970)
- Applied Dream Analysis: A Jungian Approach (1978)
- Understanding Dreams (1984)
- Jungian Psychology in Perspective (1985)
- The archetype of shadow in a split world: proceedings of the Tenth International Congress for Analytical Psychology, Berlin, 1986 (1987)
- Paris 1989: Personal and Archetype Dynamics in the Analytical (1991)
- Chicago 1992: The Transcendent Function: Individual and Collective Aspects (1993)
- Jungian Psychology After Jung (1994)
- Open questions in analytical psychology: proceedings of the Thirteenth International Congress for Analytical Psychology, Zürich, 1995 (1997)
- Destruction and creation: personal and cultural transformations : proceedings of the Fourteenth International Congress for Analytical Psychology, Florence, 1998 (1999)
- Jung and the Human Psyche: An Understandable Introduction (2005)